# Період збирання чаю

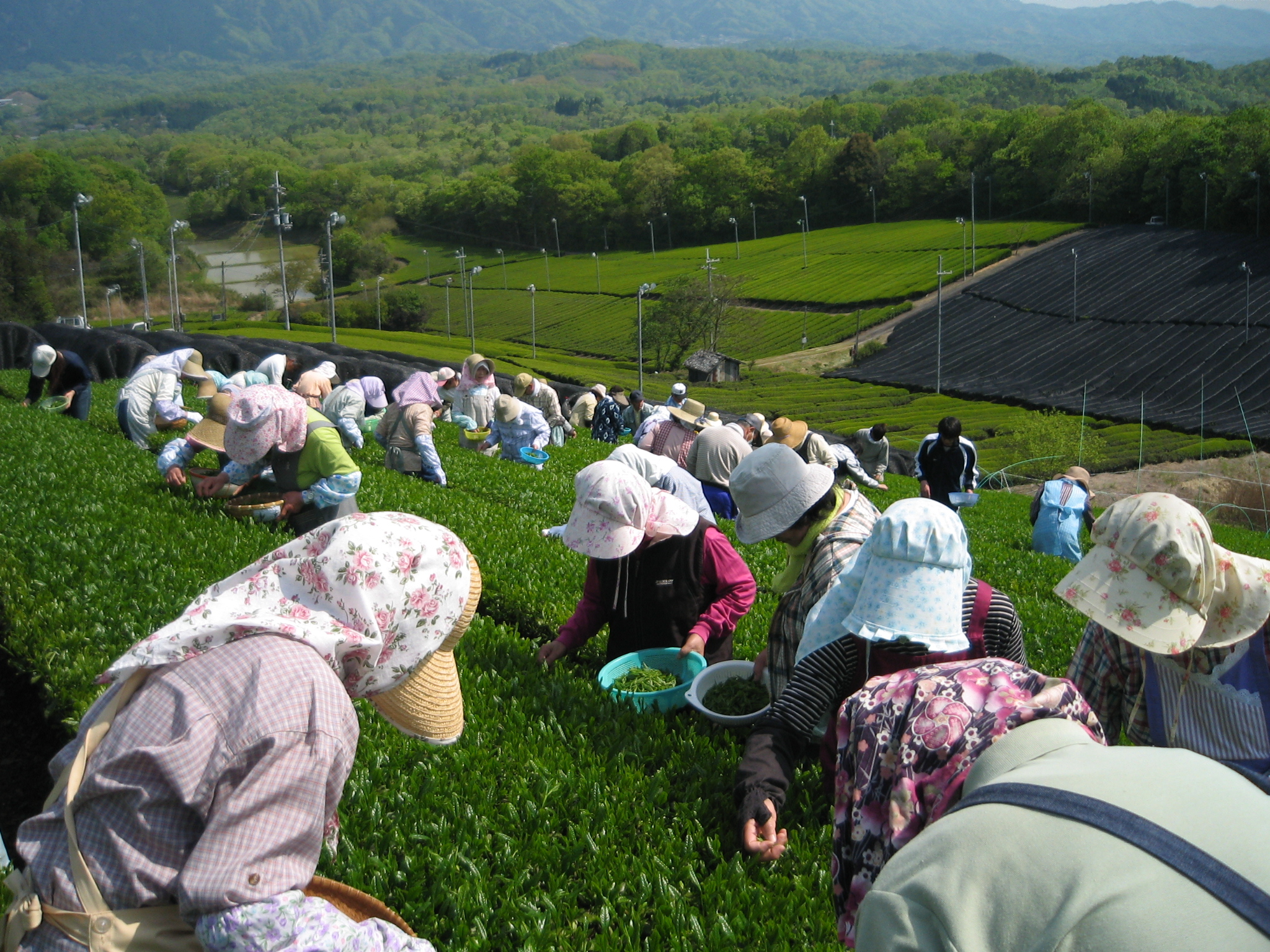
Збирання чаю у Мінаміямаширо, префектура Кіото, Японія.

Флаш (англ. Flush, «давати пагони») — у чайній термінології, період збирання чаю. Термін застосовується також, як назва чайного трилисника. Зазвичай, основних періодів збирання розрізняють три: перше (весняне), друге (літнє) та третє (осіннє). Як правило, флаши розрізняють у регіонах, збирання чаю у яких не може проводитись цілий рік, наприклад, у Східній Індії — регіонах Дарджилінг та Сіккім. Флаши не є предметом класифікації у чайних регіонах, які зорієнтовані на чаї низької якості, наприклад, у африканських країнах.

## Індія, Непал
- Перший флаш (англ. 1st Flush) або Пасхальний флаш (Easter Flush), весняний. Збирання проводять у березні-квітні. Іноді збирання починають наприкінці лютого.[1] Чаї цього збирання цінуються за тонкий та вишуканий аромат та смак. У Дарджилінгу такі чаї називають «Китай» (China Tea)[2] за типовий аромат. Найціннішими та найдорожчими з чаїв першого збирання є чаї з першої весняної партії, які якнайшвидше доправляються до Європи літаком. Тіпсові чорні чаї першого збирання є найціннішими з чорних чаїв у світі. Приклад: Darjeeling Singbulli SFTGFOP-1 First Flush.
- Другий флаш (англ. 2nd Flush), літній. Збирання проводять у травні-червні. Чай цього збирання найароматніший. У Східній Індії та Непалі за особливі нотки в букеті чаю другого збирання, його називають «Мускатель»[3]. Ця нота, схожа на абрикос або мускатний виноград, притаманна лише чаям, вирощеним за певних умов. Серед цих умов — клімат та сорт куща. Вважається, що нотою «мускатель» чай другого збирання завдячує речовинам 2,6-діметил-3,7-октадієн-2,6-діол та 3,7-діметил-1,5,7-октатріен-3-ол[4]. Приклад чаю другого збирання: Darjeeling Risheehat SFTGFOP Second Flush.
- Третій флаш (англ. 3rd Flush), осінній. Збирання починають після закінчення періоду мусонів, у вересні, а завершують із приходом зими. Чаї цього збирання цінуються менше, ніж перших двох, але деякі види є досить популярними через відносно невисоку ціну. Але саме чаї третього збирання найкраще зберігають свої властивості — смак та аромат — тривалий час, а іноді ці властивості з часом навіть покращуються. Такі чаї називають витриманими, або вінтажними (англ. Vintage. Приклад чаю третього збирання: Darjeeling Snowview TGFOP Autumnal.
- Мусонний флаш (англ. Monsoon Flush, Rainy Flush). Чай збирають у другій половині літа, під час сезону мусонів, між другим та третім збираннями. Чай цього збирання значно програє трьом основним за якістю, тому у господарствах, які спеціалізуються на чаях високої якості, збирання в цей час або не провадиться, або сировина йде на виробництво зеленого чаю. З цієї ж причини, чай мусонного флашу, як правило, не маркується особливими позначеннями. За високу екстрактивність, чорні чаї мусонного флашу вважають найкращими до сніданку. Приклад: Darjeeling Chamong Monsoon Flush Tea, Darjeeling Ambootia TGFOP Green.
- Зимовий флаш (англ. Winter Flush). В деяких чайних регіонах із теплою зимою, практикують зимове збирання. Окремі сорти зимового чаю дуже цінуються.

## Японія
- Перший флаш (Shincha, Ichiban-cha) — весняне збирання. Найцінніший чай з тонким та тендітним ароматом та смаком. Середина квітня — початок травня.
- Другий флаш (Niban-cha) — літнє збирання (середина травня — середина червня). Низькоякісний чай.
- Третій флаш (Sanban-cha) — пізньо-літнє збирання, проводять з липня до початку осені. Більшість ординарних чаїв — саме цього збирання.
- Четвертий флаш (Yoban-cha) — не завжди проводиться, чай цього збирання не є якісним. Вересень-жовтень.

Всі чаї, зібрані після першого збирання, також мають назву Бантя .

## Шрі-Ланка
У Шрі-Ланці не практикується нумерація періодів збирання. Найякісніші контрольовані за періодом збирання цейлонські чаї маркуються, як «сезонні» (англ. Seasonal). Цей термін означає, що лист зібрано не під час мусонів і не взимку. Приклад: Uva Seasonal Best Light FPEK.

## Сенс використання сезонної системи збирання
- Чаї різних періодів збирання помітно відрізняються за смаком та ароматом.
- Чай, зібраний у міжсезоння — взимку та в період мусонів, здебільшого, не є якісним. Тож розподіл за періодами збирання дозволяє додатково контролювати якість.
- При ручному збиранні, збирають лише бруньки із одним чи двома наймолодшими листочками — флаши, та молоде листя, і саме система сезонного збирання дозволяє їм одночасно відростати.

## Термінологія та маркування
У маркуванні вказують період збирання тільки у якісних чаїв.
Перелік термінів, які використовують для позначення періоду збирання чаю:
- Римські цифри I, II та III, які додають до ґатункових абревіатур у назві чаю, наприклад, SFGTFOP I («I» часто має інше значення — «особливо дрібний лист»).
- Позначки 1st Flush, 2nd Flush, 3rd Flush, Monsoon або Winter у назві сорту чаю, наприклад, Darjeeling Puttabong SFTGFOP 1st Flush.
- У Дарджилінгу, назва «Китай» (China) для чаю першого збирання та «Мускатель» (Muscatel) для чаю другого збирання.